# Lepelmetafoor

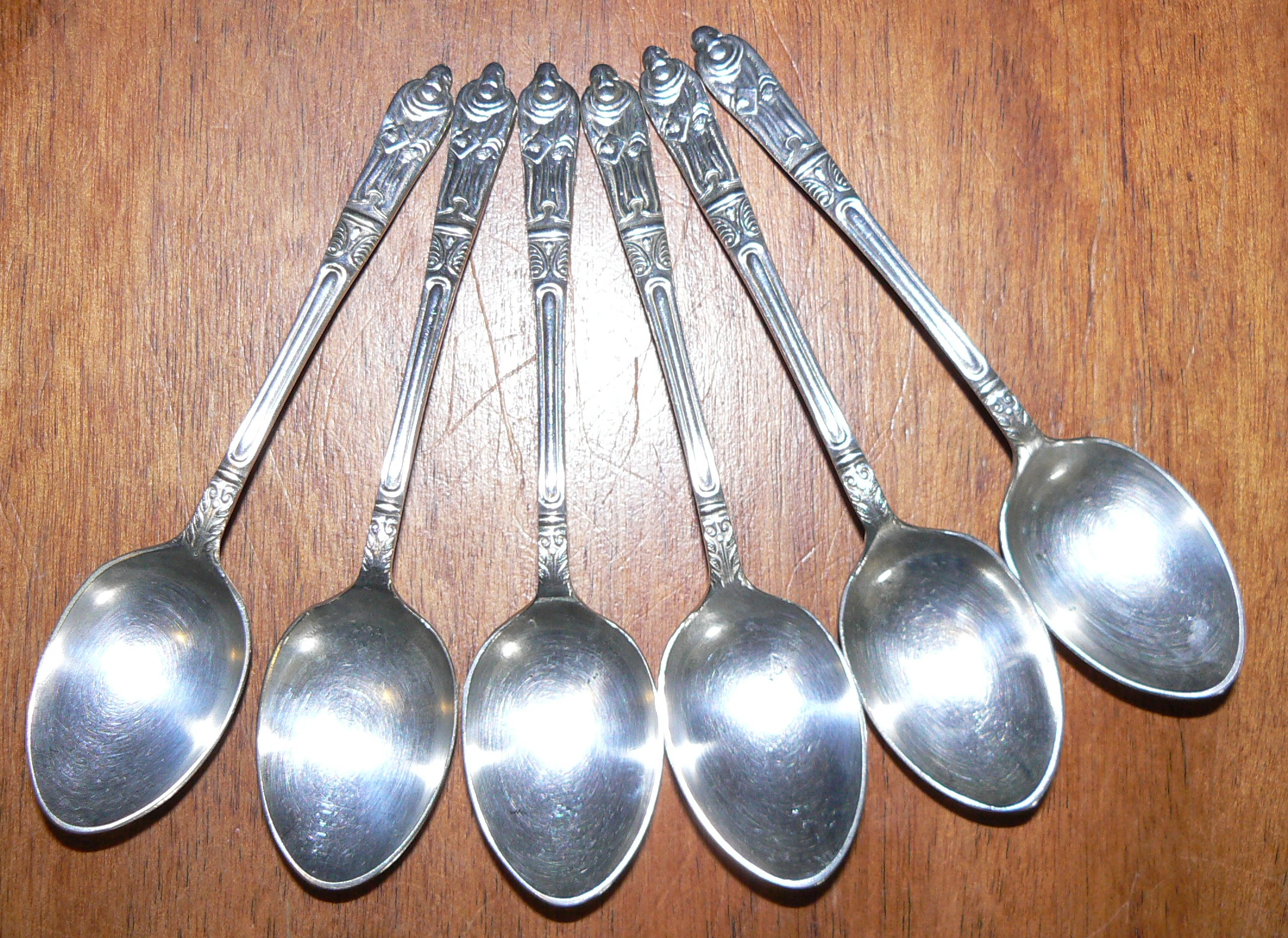
Lepels worden gebruikt als metafoor en visueel hulpmiddel.

De lepelmetafoor of lepeltheorie is een metafoor die gebruikt wordt om iemands beschikbare mentale en fysieke energie te beschrijven. De metafoor wordt met name gebruikt door mensen met een handicap/functiebeperking of chronische ziekte die samengaat met vermoeidheid. De lepels zijn een visuele representatie van de energie-'eenheden' die iemand in de loop van de tijd (bijvoorbeeld een dag of week) nodig heeft voor allerlei activiteiten, zoals algemene dagelijkse levensverrichtingen, (vrijwilligers-)werk, hobby's, en contact met vrienden en familie.
Mensen zonder een (vermoeidheidsgerelateerde) handicap of chronische ziekte maken zich normaal gesproken geen zorgen over de energie die ze nodig hebben voor gewone dagelijkse handelingen zoals douchen en zich aankleden. De metafoor kan hen helpen om te begrijpen wat de impact op het dagelijks leven kan zijn voor mensen mét een (vermoeidheidsgerelateerde) handicap of chronische ziekte.
De metafoor is afkomstig uit het essay "The Spoon Theory" uit 2003, geschreven door Christine Miserandino. In het essay beschrijft ze een gesprek met een vriendin in een café. Haar vriendin vraagt haar hoe het voelt om te leven met de chronische ziekte lupus. Om daar een antwoord op te kunnen geven maakt Miserandino gebruik van lepels die ze van de tafels om hun heen pakt als visueel hulpmiddel. Ze overhandigt haar vriendin twaalf lepels, en vraagt haar om een gemiddelde dag te beschrijven, en bij elke activiteit die ze opnoemt een lepel weg te leggen. Door voldoende rust te nemen (of te slapen) kan het energietekort worden aangevuld. Zo laat ze zien dat je in de loop van de dag energie verbruikt, en dat je er rekening mee moet houden dat sommige activiteiten veel energie kosten. De metafoor helpt om het verschil duidelijk te maken tussen mensen van wie de energie beperkt is en mensen die schijnbaar oneindige energievoorraden hebben.
Binnen groepen waar mensen met een handicap of chronische ziekte elkaar ontmoeten (in virtuele gemeenschappen zoals sociale media of in real life) wordt de metafoor veel gebruikt, en wordt ook de afgeleide term spoonie gebruikt, waarmee men iemand bedoelt met een handicap of chronische ziekte die (deels) kan worden uitgelegd met de lepelmetafoor. De metafoor wordt gebruikt door mensen met bijvoorbeeld chronischevermoeidheidssyndroom, chronische pijn, orthostatische hypotensie, posturaal orthostatisch tachycardiesyndroom (POTS), diabetes mellitus, autisme en ADHD (waarbij overprikkeling een rol speelt bij de vermoeidheid), reuma, syndroom van Ehlers-Danlos en multiple sclerose.
In sommige gevallen wordt de metafoor ook gebruikt door mensen zonder een (vermoeidheidsgerelateerde) handicap of chronische ziekte.